# Safy Boutella
Safy Boutella (* 6. Januar 1950 in Pirmasens) ist ein algerischer Jazz-Musiker (Bass), Filmkomponist und Schauspieler.

## Leben
Boutellas Familie stammt aus Annaba. Sein Vater war während des Zweiten Weltkriegs Angehöriger der Französischen Streitkräfte. Ab Anfang der 1950er Jahre wurde er Anhgehöriger der Nationalen Befreiungsfront Algeriens und gehörte zunächst zum Stab des späteren algerischen Präsidenten Houari Boumedienne, bevor er algerischer Militärattaché in Deutschland wurde. Die Familie wohnte zu dieser Zeit in Pirmasens, wo Safy Boutella geboren wurde.
Er besuchte nach seiner Schulzeit in Algerien verschiedene Konservatorien bis 1967 in Algier und später bis 1970 in Paris, bevor er einen Bachelorabschluss in Philosophie erwarb. Von 1973 bis 1975 leistete er seinen Wehrdienst bei den Algerischen Streitkräften im Nationalen Militärmusikdienst. Während seiner Dienstzeit komponierte er die Hymne der VI. Mittelmeerspiele 1975 in Algier.
Im Jahr 1975 erhielt er ein Stipendium der algerischen Regierung, mit dem er von 1975 bis 1979 am Berklee College of Music studierte und dort einen Bachelorabschluss in Musik erwarb. Nach seiner Rückkehr aus den USA nach Algerien 1981 wurde Boutella Leiter einer Musik- und Tanzschule in Algier und war als Berufsmusiker in verschiedenen Jazzformationen tätig. In der Folge arbeitete er mit Sängern wie Cheb Khaled zusammen, mit dem er 1987 das Studio-Album Kutché veröffentlichte. Boutella schrieb ab Anfang der 1980er Jahre die Musik für über 70 Filme, wie beispielsweise für Rachid Boucharebs Filmdramen Cheb – Flucht aus Afrika, Die Kinder von Saigon und Little Senegal oder den Spielfilm Mirka von Rachid Benhadj aus dem Jahr 2000. Ab Ende der 1980er Jahre wirkte er vermehrt als Schauspieler in verschiedenen Filmproduktionen mit. Boutella ist seit 1988 Mitglied der algerischen Liga für Menschenrechte. Ab 1992 startete Boutella seine erste große internationale Tour durch Algerien, Frankreich, die USA und Kanada.
Safy Boutella ist der Vater der Tänzerin und Schauspielerin Sofia Boutella sowie des Theater- und Kinoschauspielers Azad Boutella.

## Diskografie
Studio-Alben
- 1988: Kutché (mit Cheb Khaled)
- 1992: Mejnoun (mit Nguyên Lê, Naná Vasconcelos, Dominique Pifarély)

Soundtrack-Alben
- 1989: Regaya
- 1991: Cheb – Flucht aus Afrika (Cheb)
- 1993: Automne... Octobre à Alger
- 1995: Die Kinder von Saigon (Poussières de vie)
- 1996: Yasmina, die Liebe und das Meer
- 1996: Kuss-Kuss in Paris
- 2000: Mirka
- 2000: Room to Rent
- 2001: Little Senegal
- 2005: Le Pain Nu
- 2008: Mostefa Ben Boulaid
- 2014: Fadhma N'Soumer